# Greiffenberger AG
Die Greiffenberger AG, mit Sitz in Augsburg ist eine börsennotierte Industrieholding mit strategischem Fokus auf Unternehmen aus der Metallverarbeitung. Derzeit hält die Greiffenberger AG drei operative Beteiligungen, die gemeinsam eine starke Plattform für weiteres Wachstum und Internationalisierung bilden:
1. J.N. Eberle & Cie. GmbH – Hersteller hochwertiger Bandsägeblätter, Bimetallprodukte und Präzisionsbandstahl mit Sitz in Augsburg.
2. Eberle Korea Ltd. – Vertriebs- und Servicestandort für Präzisionsbandstahl im asiatischen Raum.
3. Eberle Polska Sp. z o.o. – Vertriebs-, Service- und Produktionsgesellschaft für Bandsägetechnologie in Osteuropa.

Die Tochterfirma J.N. Eberle & Cie. GmbH hat sich mit Produkten in den Sparten Hochleistungsbandsägeblätter und Präzisionsbandstahl für industrielle Einsatzgebiete zu einem weltweit tätigen Partner für das Sägen von Metall und in der Herstellung von Bandstahlprodukten entwickelt.

## Geschichte
Der Grundstein der Greiffenberger AG wurde durch den Unternehmer Heinz Greiffenberger gelegt, der nach einer erfolgreichen Konzernkarriere 1981 seine eigene Unternehmensgruppe startete. 1986 brachte er diese an die Börse. 1981 übernahm Heinz Greiffenberger nach seiner zehnjährigen Tätigkeit als Vorstand der Rosenthal Technik AG, den verbliebenen Teil der J.N. Eberle & Cie. GmbH in Augsburg vom schwedischen SKF-Konzern und brachte das Unternehmen in kurzer Zeit zurück in die Gewinnzone. Er investierte in moderne Anlagen und erschloss neue Exportmärkte. Eberle zählte 1986 340 Mitarbeiter.
2016 wurde die Tochtergesellschaft ABM Greiffenberger Antriebstechnik GmbH in Marktredwitz an die senata GmbH, Freising und die 75-%-Beteiligung an der BKP Berolina Polyester & Co. KG in Velten an die T3 Holding GmbH, Dresden veräußert. Die verbliebene J.N. Eberle & Cie. GmbH in Augsburg ist im Bereich Metallbandsägeblätter und Präzisionsbandstahl tätig. Seit 1. September 2022 ist Herr Gernot Egretzberger (EMBSc.) Vorstand der Greiffenberger AG und Geschäftsführer der J.N. Eberle & Cie. GmbH. Aufsichtsratsvorsitzender der Greiffenberger AG ist seit Juni 2021 Stefan Greiffenberger. Ebenfalls seit Juni 2021 sind Dirk Liedtke stellvertretender Aufsichtsratsvorsitzender und Antonio Fernández weiteres Mitglied des Aufsichtsrats. Am 2. Januar 2025 schied Antonio Fernández aus dem Aufsichtsrat aus und ihm folgte Bernd Welzel nach.

## Konzernstruktur
Die Greiffenberger AG ist seit 1986 an der Börse München und über eine Zweitplatzierung an der Börse Frankfurt notiert. Die Aktien der Greiffenberger AG befinden sich in folgendem Besitz:
- 46,09 % Greiffenberger Holding GmbH
- 39,21 % Streubesitz
- 6,62 % Baden-Württembergische Versorgungsanstalt
- 5,04 % Axxion S.A.
- 3,04 % Scherzer & Co. AG

Die Tochter Eberle unterhält In Frankreich, Italien und den USA eigene Vertriebsgesellschaften und arbeitet darüber hinaus mit sehr langjährigen weltweiten Partnerschaften.
Der Wert der Aktie unterschreitet seit August 2024 kontinuierlich die Grenze von 1 €. Am 14. August 2025 wurde erstmals die Grenze von 0,50 € unterschritten. Bei einer Anzahl von 5.855.629 Aktien fiel damit der Unternehmenswert an der Börse auf unter drei Millionen Euro.